# Elverum
Elverumⓘ [ˈɛ⁠lvərɵm] é um município no condado de Innlandet, Noruega. Está localizado no distrito tradicional de Østerdalen. O centro administrativo do município é Elverum, a cidade com o mesmo nome. Outras povoações mais pequenas incluem Heradsbygd, Sørskogbygda e Neverlia.
  Elverum situa-se num importante cruzamento, com a cidade de Hamar a oeste, a cidade de Kongsvinger a sul, e a vila de Innbygda e a Fronteira sueca a nordeste. Faz fronteira a norte com o município de Åmot, a nordeste com o município de Trysil, a sudeste com o município de Våler, e a oeste com Løten.
O município de 1,229 habitantes/km² (3,18 /sq mi) é o 87º maior em área entre os 356 municípios da Noruega. Elverum é o 57º município mais populoso da Noruega, com uma população de cerca 21.568 habitantes. A densidade populacional do concelho é de 17,8 habitantes/km² (46 /sq mi) e a sua população aumentou 6% em relação ao período prévio de 10 anos.